# Джон Річардсон (актор)
Джон Річардсон (англ. John Richardson; 19 січня 1934, Вортінг, Сассекс — 5 січня 2021, Лондон) — британський актор.

## Життєпис
Народився 19 січня 1934 року в місті Вортінг, графство Сассекс. Служив у торговому флоті. По завершенні служби вирішив стати актором, — після того, як отримав запрошення грати у виставах любительської театральної трупи свого рідного міста. Підписав контракт зі студією «20 століття Фокс», але це принесло йому лише низку епізодичних ролей.
1960 року зіграв головну роль в італійському фільмі жахів «Чорна неділя» Маріо Бава. 1965 року отримав головну роль в успішній стрічці «Вона» з Урсулою Андресс. 1966 року спільно з Ракель Велч виконав головні ролі у фільмі «Мільйон років до нашої ери», який також був дуже успішним. Саме на зйомках цього фільму актор познайомився з британською акторкою та моделлю Мартіною Бесвік, з якою одружився 1967 року.
1968 року разом з дружиною переїхав до Голлівуду, де став одним з основних претендентів на роль Джеймса Бонда у фільмі «На секретній службі Її Величності», яку врешті отримав Джордж Лейзенбі. 1970 року з'явився в другорядній ролі в помітній стрічці «У ясний день побачиш вічність» з Барброю Стрейзанд та Івом Монтаном. 1973 року Річардсон і Бесвік розлучилися. Того ж року актор переїхав до Італії, де продовжував активно зніматися до кінця 1980-х років. Його італійська фільмографія вміщує стрічки різноманітних жанрів, у тому числі й успішну комедію «Качка під апельсиновим соусом» (1975), де його партнерами стали Уго Тоньяцці, Моніка Вітті та Барбара Буше. Завершивши акторську кар'єру, захоплювався фотографією.
Джон Річардсон помер 5 січня 2021 року у Лондоні в 86-річному віці від ускладнень, викликаних коронавірсним захворюванням COVID-19.

## Вибрана фільмографія
| Рік  |    | Українська назва              | Оригінальна назва                    | Роль                    |
| ---- | -- | ----------------------------- | ------------------------------------ | ----------------------- |
| 1960 | ф  | Чорна неділя                  | Black Sunday                         | доктор Андре Горобец    |
| 1961 | ф  | Пірати Тортуги                | Pirates of Tortuga                   | Персі                   |
| 1965 | ф  | Вона                          | She                                  | Лео Вінсі / Кіллікратес |
| 1966 | ф  | Мільйон років до нашої ери    | One Million Years B.C.               | Тумак                   |
| 1967 | ф  | Пояс цнотливості              | La cintura di castità                | Дракон                  |
| 1967 | ф  | Джон Бастард                  | John il Bastardo                     | Джон Дональд Теноріо    |
| 1970 | ф  | У ясний день побачиш вічність | On a Clear Day You Can See Forevel   | Роберт Тентріс          |
| 1972 | ф  | Франкенштейн'80               | Frankenstein'80                      | Карл Штейн              |
| 1973 | ф  | Торсо                         | Torso                                | Франц                   |
| 1974 | ф  | Прекрасне літо                | Bellissima estate                    | Вітторіо                |
| 1975 | ф  | Качка під апельсиновим соусом | L'anatra all'arancia                 | Жан-Клод                |
| 1975 | ф  | Дивись в обидва               | Gatti rossi in un labirinto di vetro | Марк Бартон             |
| 1977 | ф  | Війна планет                  | Anno zero — guerra nello spazio      | капітан Алекс Гамільтон |
| 1978 | ф  | Космічні баталії              | Battaglie negli spazi stellari       | капітан Алекс Гамільтон |
| 1981 | ф  | Вбивче безумство              | Follia omivida                       | Олівер                  |
| 1987 | ф  | Школа злодіїв 2               | Scuola di lardi — Parte seconda      | капітан                 |
| 1989 | ф  | Собор                         | La chiesa                            | архітектор              |
| 1994 | тф | Мілнер                        | Milner                               | Едвард                  |